# Kämmerlein
Kämmerlein ist ein Gemeindeteil der Gemeinde Wilhelmsthal im Landkreis Kronach (Oberfranken, Bayern).

## Geographie
Das Dorf liegt auf einen Bergrücken der südlich in das Tal des Tiefenbachs abfällt. Die Kreisstraße KC 28 führt nach Eibenberg (0,7 km nordöstlich) bzw. nach Wilhelmsthal zur Staatsstraße 2200 (1,4 km südwestlich) verläuft.
Das ursprüngliche Rodungsdorf entwickelte sich von einer Hofstelle ausgehend, etwas abgesetzt von der Durchgangsstraße, an einer Stichstraße.

## Geschichte
Gegen Ende des 18. Jahrhunderts war Kämmerlein ein Söldengut des Ortes Tiefenbach. Das Hochgericht übte das bambergische Centamt Kronach aus. Die Grundherrschaft hatte das Rittergut Weißenbrunn-Steinberg inne.
Mit dem Gemeindeedikt wurde Kämmerlein dem 1808 gebildeten Steuerdistrikt Steinberg und der 1818 gebildeten Ruralgemeinde Eibenberg zugewiesen. Am 1. Mai 1975 wurde Kämmerlein im Zuge der Gebietsreform in Bayern in Steinberg eingegliedert, das seinerseits am 1. Mai 1978 in Wilhelmsthal eingegliedert wurde.
In der zweiten Hälfte des 20. Jahrhunderts entstand eine Ferienhaussiedlung von Westberlinern. Sie hatten über die Autobahn durch die DDR eine relativ kurze Anfahrt zum Frankenwald mit den Anwesen in freier Natur, außerhalb der beengten Westberliner Stadtlage. Diese Häuser wurden später vergrößert und es entwickelte sich eine Wohnhaussiedlung.

### Einwohnerentwicklung
| Jahr      | 001818 | 001861 | 001871 | 001885 | 001900 | 001925 | 001950 | 001961 | 001970 | 001987 |
| Einwohner | 10     | 16     | 16     | 16     | 16     | 15     | 21     | 18     | 26     | 85     |
| Häuser    | 1      |        |        | 3      | 3      | 3      | 3      | 3      |        | 22     |
| Quelle    | [ 6 ]  | [ 8 ]  | [ 9 ]  | [ 10 ] | [ 11 ] | [ 12 ] | [ 13 ] | [ 14 ] | [ 15 ] | [ 1 ]  |

## Religion
Der Ort ist römisch-katholisch geprägt und nach St. Pankratius in Steinberg gepfarrt.